# Cratere Shatskiy
Shatskiy  è un cratere sulla superficie di Marte.